# Рыбицкий, Ежи
Ежи Рыбицкий (пол. Jerzy Rybicki, родился 6 июня 1953, Варшава, Польша) — польский боксёр-любитель, Олимпийский чемпион 1976 года, призёр Олимпийских игр 1980 года, чемпионата мира 1978 года и чемпионатов Европы 1975 и 1977 годов, многократный чемпион Польши.